# Любичич, Иван
И́ван Лю́бичич (хорв. Ivan Ljubičić, род. 19 марта 1979 года в Бане-Луке, СФРЮ) — хорватский теннисист; полуфиналист одного турнира Большого шлема в одиночном разряде (Открытый чемпионат Франции-2006); победитель десяти турниров ATP в одиночном разряде; обладатель Кубка Дэвиса (2005) а в составе национальной сборной Хорватии; бронзовый призёр парного турнира Олимпиады-2004; экс-3-я ракетка мира в одиночном разряде.

## Общая информация
Начал заниматься теннисом в 9 лет.
Отец Марко — электрик, мать Хазира — домохозяйка. Имеет старшего брата Владо.
В 1992 году в возрасте 13 лет уехал из Боснии из-за войны в Италию.

### Стиль игры
Главный козырь в игре хорвата — подача. Будучи высоким (193 см) и физически мощным, Любичич обладал мощной (подавал он и со скоростью 230 км/ч) и хитрой подачей. Неудивительно, что большинство титулов в своей карьере он завоевал на харде или в зале.
Хорват предпочитал игру на задней линии. Для своего роста Любичич редко, но хорошо играл у сетки. Время от времени Иван играл пару, причём делал это очень хорошо — в 2004 году вместе с соотечественником Марио Анчичем Любичич завоевал бронзовую медаль на Олимпийских играх в Афинах, а год спустя (тоже с Марио) завоевали Кубок Дэвиса в составе своей сборной и Иван с Марио выиграли все четыре парные встречи, в том числе у американцев Боба и Майка Брайанов в четвертьфинале. 

У Любичича был мощный форхенд, хороший и разнообразный бэкхенд, но не очень хороший приём подачи, поэтому очень часто играл тайбрейки.

## Спортивная карьера

### 1996—1999
В 1996 году пробился в финал юниорских соревнований Уимблдонского турнира, где уступил белорусу Владимиру Волчкову. В этом же году дебютирует в соревнованиях ATP на турниру в Умаге. На этом турнире ему удалось на отказе соперника выиграть в первом раунде у Томаса Карбонелла. Во втором раунде он уступил Густаво Куэртену — 2-6, 1-6. Первый титул он завоевал на турнире серии «фьючерс» в феврале 1999 года. После этого турнира выиграл подряд ещё два турнира этой серии. В апреле 1999 года на турнире серии Мастерс в Монте-Карло сумел дойти до третьего раунда, переиграв по пути Андрея Медведева — 5-7, 6-0, 6-1 и третьего на тот момент в мире Евгения Кафельникова 6-1, 6-2. В июле на турнире ATP в Умаге он сумел дойти до полуфинала. В августе дебютирует в основной сетке на турнире из серии Большого шлема Открытом чемпионате США, где добирается до второго раунда. Этот результат позволяет Любичичу впервые подняться в первую сотню в рейтинге теннисистов-профессионалов.

### 2000—2002
В начале сезона 2000 года Сумел выйти в полуфинал на турнире в Сиднее. На пути к нему он сумел выиграть у Марата Сафина — 6-7(4), 6-3, 6-3, Тодда Мартина — 7-6(11), 6-4 и Кароля Кучеры — 6-3, 3-6, 7-5. В феврале доходит до четвертьфинала на турнирах в Марселе и Копенгагене. Следующий неплохой результат Любичич показывает в июле в Бостаде, где доходит до полуфинала. В сентябре принимает участие в теннисном турнире на Олимпийских играх, где дошел до третьего раунда. В борьбе за выход в четвертьфинал он уступил Густаво Куэртену — 6-7(2), 3-6. На первом для себя турнире 2001 года в Аделаиде вышел в четвертьфинал. Такого же результата он добивается в феврале на турнире в Роттердаме и в марте на турнире серии Мастерс в Майами. В июле до четвертьфиналов он дойдёт на турнирах в Гштаде и Умаге, а в августе на турнире серии Мастерс в Цинциннати. В октябре 2001 года, выйдя в финал на турнире в Лионе, Иван Любичич с первой попытки выигрывает решающий матч в борьбе за титул на турнире ATP. В финале он переигрывает Юнеса эль-Айнауи — 6-3, 6-2. На пути к титулу он также сумел выиграть в первом раунде у первого на тот момент теннисиста в мире Густаво Куэртена — 7-6(1), 6-2, а в полуфинале в упорной борьбе у Марата Сафина — 6-7(3), 7-6(4), 7-6(7). Сезон 2001 года он завершает на 37-м месте в рейтинге. Сезон 2002 года Иван начинает на турнире в Аделаиде, где он выходит в четвертьфинал. На Открытом чемпионате Австралии того года он впервые дошёл до третьего раунда. В феврале дошёл до полуфинала в Роттердаме и четвертьфинала в Дубае. Следующего подобного результата он достигает в июле, дойдя до полуфинала в Гштаде и четвертьфинала в Умаге.

### 2003—2005
В начале 2003 года Любичич дошёл до полуфинала на турнирах в Милане и Дубае. На турнире серии Мастерс в Риме он вышел в четвертьфинал. Следующий раз пройти стадию первых раундов ему удаётся в сентябре в Бангкоке, где он дошёл до полуфинала. Этот же результат он повторит в октябре на турнире в Базеле, где Иван победил Роджера Федерера — 7-6(5), 6-7(5), 6-4, но потом в полуфинале уступил Гильермо Кории, несмотря на то, что за полгода до этого Любичич даже на грунте его обыгрывал.
В январе 2004 года Любичич выходит в финал на турнире в Дохе, где уступает Николя Эскюде — 3-6, 6-7(4). В мае вышел в четвертьфинал в Дубае, а в мае в полуфинал турнира серии Мастерс в Гамбурге. В июле дошел до полуфинала на турнире в Индианаполисе. В августе принимает участие в Летних Олимпийских играх в Афинах, где как и четыре года назад доходит до третьего круга. В парных же соревнованиях олимпийского турнира к нему приходит успех. Вместе с Марио Анчичом ему удалось завоевать бронзовые медали. В октябре дошёл до четвертьфинала турнира в Меце, а после до полуфинала турнира Мастерс в Мадриде и четвертьфинала в Базеле. Сезон 2004 года Любичич завершил на 22-м месте.
Сезон 2005 года, как и год назад, начинает с выхода в финал турнира в Дохе, где он вновь уступает. На это раз в решающем матче он проиграл первому в мире на тот момент Роджеру Федереру — 3-6, 1-6. Серия удачных выступлений произошла у Ивана в феврале. Сначала он вышел в полуфинал на турнире в Милане. После этого сразу на трёх турнирах подряд он сумел дойти до финала, но в каждый раз проигрывал в нём. Сначала на турнире в Марселе Йоахиму Юханссону — 5-7, 4-6. После этого второй финал в году Любичич проигрывает Роджеру Федереру — 7-5, 5-7, 6-7(5). Произошло это на турнире в Роттердаме. В третьем подряд финале в Дубае он вновь уступает швейцарцу на этот раз со счётом 1-6, 7-6(6), 3-6. Выиграть в решающем матче ему удастся в мае 2005 года, правда на турнире ниже классом — серии «челленджер» в Загребе. Победа на турнире ATP придёт к Любичичу в октябре, когда он смог выиграть сразу два титула. Сначала на турнире в Меце он обыгрывает в финале Гаэля Монфиса — 7-6(7), 6-0, а затем Хуана Карлоса Ферреро — 6-2, 6-4, 7-6(5) на турнире в Вене. В этом же месяце ему удаётся выйти в третий свой финал подряд и первый в карьере на турнире серии Мастерс. Произошло это в Мадриде, где хорват проиграл Рафаэлю Надалю, несмотря на то что вёл 2-0 по сетам (тот титул и по сей день остаётся единственным выигранным Надалем под крышей) — 6-3, 6-2, 3-6, 4-6, 6-7(3). На последнем в году турнире Мастерс в Париже Любичич вновь добирается до финала, где уступает Томашу Бердыху — 3-6, 4-6, 6-3, 6-4, 4-6. Благодаря этому выступлению он обеспечил себе участие в итоговом турнире сезона в Шанхае.
В самом конце года в составе Сборной Хорватии по теннису играет в финале Кубак Дэвиса. Любичич играл с больной ногой, и Доминик Хрбаты сумел нанести Ивану единственное поражение в том розыгрыше Кубка, победив в пяти сетах, но затем Анчич уверенно расправился с заменившим Кучеру Мертинаком и Хорватия завоевала Кубок Дэвиса. Успешный по всем показателям сезон он завершил в первой десятке, заняв итоговое девятое место.

### 2006—2008

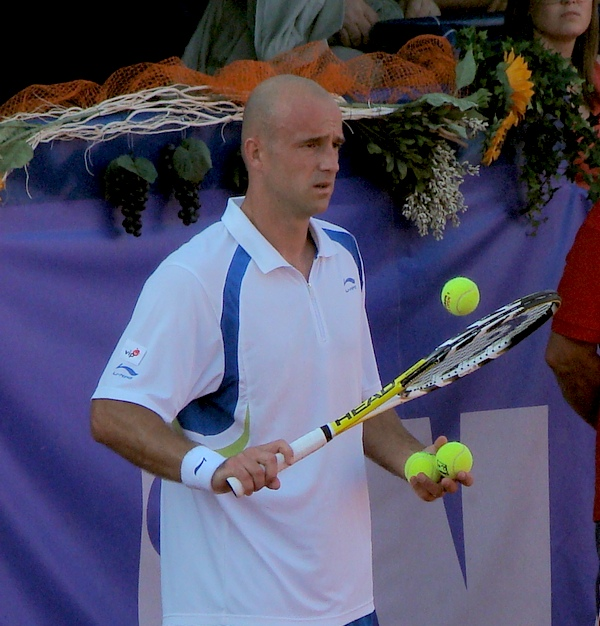
На турнире в Умаге 2008 года

Успешные выступления Любичич продолжил и в 2006 году. На первом же в сезоне турнире в Ченнае он становится победителем, переиграв в финале Карлоса Мойю — 7-6(6), 6-2. На Открытом чемпионате Австралии он впервые дошёл до четвертьфинальной стадии. После него выиграл титул на турнире в Загребе. В финале он одолел Штефана Коубека — 6-3, 6-4. Иван выиграл свой второй в том году и четвёртый за последние девять турниров титул. Интересно, что ранее на 153 турнирах хорват побеждал лишь однажды (Лион-2001). Затем Любичичу удаётся дойти до четвертьфинала в Марселе и Индиан-Уэлсе. На турнире Мастерс в Майами он вышел в финал, где уступает Роджеру Федереру — 6-7(5), 6-7(4), 6-7(6). В апреле 2006 дошёл до четвертьфинала, а в мае в составе сборной Хорватии выиграл командный теннисный турнир в Дюссельдорфе. На момент мая 2006 года достиг самой высокой в карьере строчке в рейтинге — 3 место. На Открытом чемпионате Франции Любичич дошёл до полуфинала, где уступил будущему чемпиону Рафаэлю Надалю — 4-6, 2-6, 6-7(7). На турнирах в Гштаде, Цинциннати и Пекине доходит до четвертьфинала. В октябре выходит в финал на турнире в Бангкоке, а за тем побеждает на турнире в Вене. Сезон он завершает на 4-м месте.
Как и год назад сезон 2007-го он начинает с победы. На этот раз на турнире в Дохе. В начале феврале Любичич выходит в финал на турнире в Загребе и Роттердаме. В Индиан-Уэлсе он дошёл до четвертьфинала, а в Майами до полуфинала. В июне 2007 года Любичич завоевал титул на травяном турнире в Хертогенбосе. В сентябре он вышел в полуфинал в Пекине, а в октябре в четвертьфинал в Вене и Лионе. В феврале 2008 года он выходит в финал на турнире в Загребе.

### 2009—2012

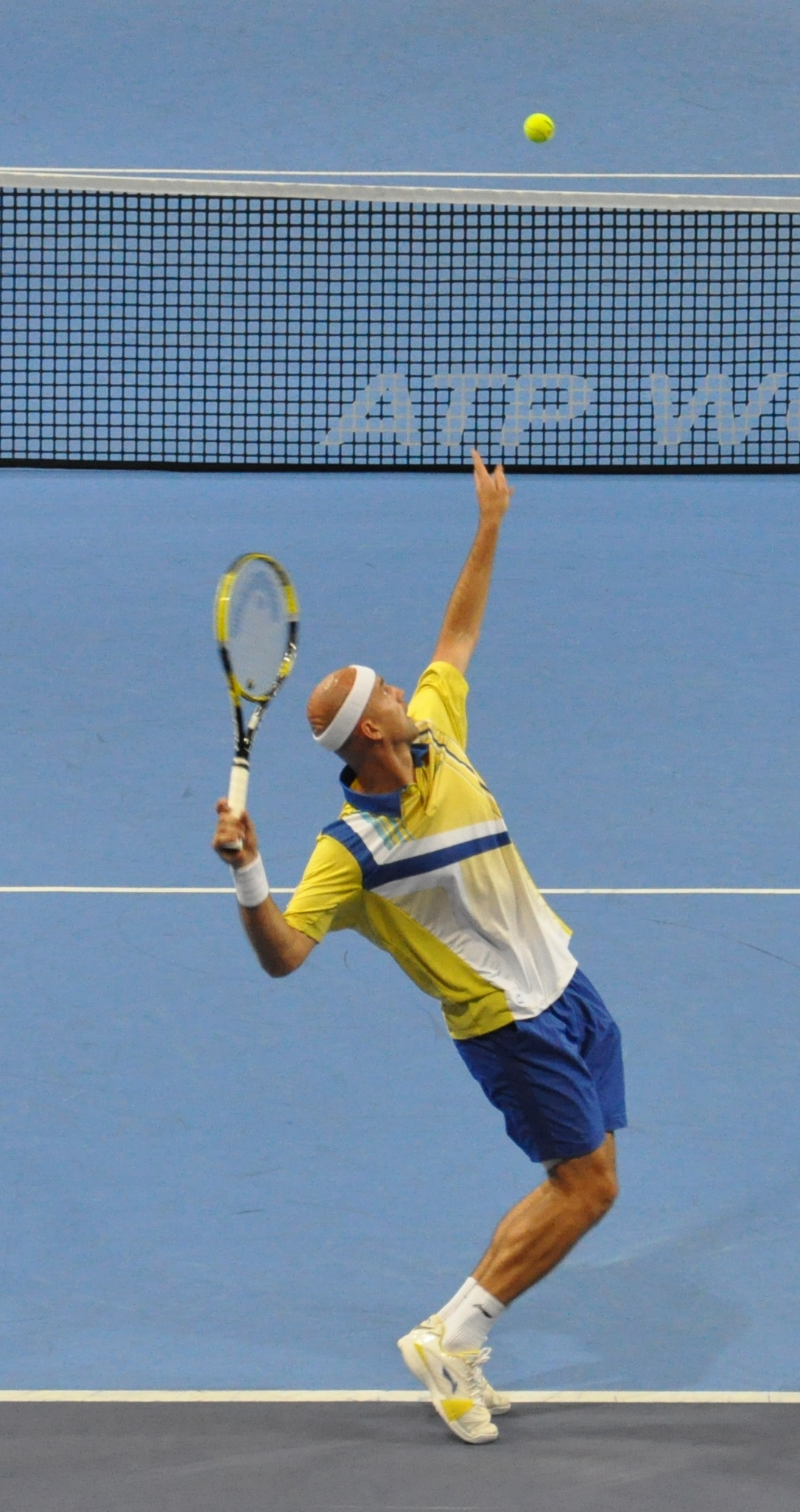
Подача на турнире в Меце 2011 года

Первый заметный результат в 2009 году Любичич достиг в марте выйдя в четвертьфинал в Индиан-Уэлсе. В апреле этого же он добивается на турнире Мастерс в Монте-Карло, а в мае в Мадриде. До конца года он добирается до этой стадии ещё на четырёх турнирах в Истборне, Умаге, Пекине и турнире Мастерс в Шанхае. В октябре 2009 побеждает на турнире в Лионе. В марте 2010 года он впервые выигрывает на турнире серии Мастерс. В финальном матче в Индиан-Уэлсе он переигрывает Энди Роддика — 7-6(3), 7-6(5), а на пути к финалу среди тех кого он победил такие теннисисты как Новак Джокович и Рафаэль Надаль. В октябре Любичич дошёл до полуфинала в Пекине, а в октябре в Стокгольме. В этом же месяце ему удалось выйти в финал турнира в Монпелье, где он уступил Гаэлю Монфису — 2-6, 7-5, 1-6.
В феврале 2011 выходит в полуфинал турнира Роттердаме. В апреле в Монте-Карло дошёл до четвертьфинала. На открытом чемпионате Франции ему удаётся дойти до четвёртого раунда, где он уступил Рафаэлю Надалю. В сентябре 2011 года Любичич вышел в финал турнира в Меце, где уступил Жо-Вильфриду Тсонга — 3-6, 7-6(4), 3-6. В октябре доходит до полуфинала на турнире в Пекине.
Хорват объявил о завершении своей профессиональной карьеры в начале марта и тогда же сказал, что последним его турниром станет «Мастерс» в Монте-Карло. Иван не стал играть на американских «Мастерсах» в Индиан-Уэлсе и Майами, полностью сосредоточившись на Монте-Карло. Жеребьёвка определила ему в соперники по первому кругу соотечественника Ивана Додига. В Монте-Карло Любичич вышел на корт впервые после февральского соревнования в Дубае и потерпел разгромное поражение от тёзки Ивана Додига — 0-6, 3-6. За этот матч Любичич, в лучшие годы славившийся великолепной подачей, позволил сопернику сделать шесть брейков, а сам лишь раз взял чужую подачу.

## Рейтинг на конец года
| Год  | Одиночный рейтинг | Парный рейтинг |
| 2011 | 30                | 94             |
| 2010 | 17                | 128            |
| 2009 | 24                | 121            |
| 2008 | 44                | 167            |
| 2007 | 18                | 91             |
| 2006 | 5                 | 126            |
| 2005 | 9                 | 90             |
| 2004 | 22                | 116            |
| 2003 | 42                | 93             |
| 2002 | 49                | 177            |
| 2001 | 37                | 216            |
| 2000 | 91                | 138            |
| 1999 | 77                | 205            |
| 1998 | 293               | 277            |
| 1997 | 289               | 334            |
| 1996 | 576               | 1105           |
| 1995 |                   | 688            |

## Выступления на турнирах

### Финалы турнировATPв одиночном разряде (24)

#### Победы (10)
| Легенда                        |
| ------------------------------ |
| Турниры Большого шлема         |
| Итоговый турнир ATP            |
| Мастерс (1)*                   |
| АТР Gold / АТР 500 (2)         |
| АТР International/ АТР 250 (7) |

| Титулы по покрытиям | Титулы по месту проведения матчей турнира |
| ------------------- | ----------------------------------------- |
| Хард (7)*           | Зал (6)                                   |
| Грунт (0)           | Зал (6)                                   |
| Трава (1)           | Открытый воздух (4)                       |
| Ковёр (2)           | Открытый воздух (4)                       |

* количество побед в одиночном разряде.
| №   | Дата            | Турнир                  | Покрытие    | Соперник в финале   | Счёт              |
| 1.  | 14 октября 2001 | Лион, Франция           | Ковёр (зал) | Юнес эль-Айнауи     | 6-3 6-2           |
| 2.  | 9 октября 2005  | Мец, Франция            | Хард (зал)  | Гаэль Монфис        | 7-6(7) 6-0        |
| 3.  | 16 октября 2005 | Вена, Австрия           | Хард (зал)  | Хуан Карлос Ферреро | 6-2 6-4 7-6(5)    |
| 4.  | 8 января 2006   | Ченнаи, Индия           | Хард        | Карлос Мойя         | 7-6(6) 6-2        |
| 5.  | 5 февраля 2006  | Загреб, Хорватия        | Ковёр (зал) | Штефан Коубек       | 6-3 6-4           |
| 6.  | 15 октября 2006 | Вена, Австрия (2)       | Хард (зал)  | Фернандо Гонсалес   | 6-3 6-4 7-5       |
| 7.  | 6 января 2007   | Доха, Катар             | Хард        | Энди Маррей         | 6-4 6-4           |
| 8.  | 24 июня 2007    | Хертогенбос, Нидерланды | Трава       | Петер Весселс       | 7-6(5) 4-6 7-6(4) |
| 9.  | 1 ноября 2009   | Лион, Франция (2)       | Хард (зал)  | Микаэль Льодра      | 7-5 6-3           |
| 10. | 21 марта 2010   | Индиан-Уэлс, США        | Хард        | Энди Роддик         | 7-6(3) 7-6(5)     |

#### Поражения (14)
| №   | Дата             | Турнир                    | Покрытие    | Соперник в финале  | Счёт                   |
| 1.  | 11 января 2004   | Доха, Катар               | Хард        | Николя Эскюде      | 3-6 6-7(4)             |
| 2.  | 9 января 2005    | Доха, Катар (2)           | Хард        | Роджер Федерер     | 3-6 1-6                |
| 3.  | 13 февраля 2005  | Марсель, Франция          | Хард (зал)  | Йоахим Йоханссон   | 5-7 4-6                |
| 4.  | 20 февраля 2005  | Роттердам, Нидерланды     | Хард (зал)  | Роджер Федерер     | 7-5 5-7 6-7(5)         |
| 5.  | 27 февраля 2005  | Дубай, ОАЭ                | Хард        | Роджер Федерер     | 1-6 7-6(6) 3-6         |
| 6.  | 23 октября 2005  | Мадрид, Испания           | Хард (зал)  | Рафаэль Надаль     | 6-3 6-2 3-6 4-6 6-7(3) |
| 7.  | 6 ноября 2005    | Париж, Франция            | Ковёр (зал) | Томаш Бердых       | 3-6 4-6 6-3 6-4 4-6    |
| 8.  | 2 апреля 2006    | Майами, США               | Хард        | Роджер Федерер     | 6-7(5) 6-7(4) 6-7(6)   |
| 9.  | 1 октября 2006   | Бангкок, Таиланд          | Хард (зал)  | Джеймс Блэйк       | 3-6 1-6                |
| 10. | 4 февраля 2007   | Загреб, Хорватия          | Ковёр (зал) | Маркос Багдатис    | 6-7(4) 6-4 4-6         |
| 11. | 25 февраля 2007  | Роттердам, Нидерланды (2) | Хард (зал)  | Михаил Южный       | 2-6 4-6                |
| 12. | 2 марта 2008     | Загреб, Хорватия (2)      | Хард (зал)  | Сергей Стаховский  | 5-7 4-6                |
| 13. | 31 октября 2010  | Монпелье, Франция         | Хард (зал)  | Гаэль Монфис       | 2-6 7-5 1-6            |
| 14. | 25 сентября 2011 | Мец, Франция              | Хард (зал)  | Жо-Вильфрид Тсонга | 3-6 7-6(4) 3-6         |

### Финалы челленджеров и фьючерсов в одиночном разряде (11)

#### Победы (8)
| Условные обозначения |
| Челленджеры (3+1)*   |
| Фьючерсы (5+6)       |

| Титулы по покрытиям | Титулы по месту проведения матчей турнира |
| ------------------- | ----------------------------------------- |
| Хард (4)*           | Зал (1)                                   |
| Грунт (4+7)         | Зал (1)                                   |
| Трава (0)           | Открытый воздух (7+7)                     |
| Ковёр (0)           | Открытый воздух (7+7)                     |

* количество побед в одиночном разряде + количество побед в парном разряде.
| №  | Дата            | Турнир            | Покрытие   | Соперник в финале | Счёт        |
| 1. | 25 мая 1997     | Сплит, Хорватия   | Грунт      | Желько Краян      | 6-3 7-6     |
| 2. | 17 мая 1998     | Сплит, Хорватия   | Грунт      | Томаш Цатар       | 6-2 6-3     |
| 3. | 31 мая 1998     | Сплит, Хорватия   | Грунт      | Томаш Цатар       | 0-6 6-2 6-4 |
| 4. | 21 февраля 1999 | Загреб, Хорватия  | Хард       | Ивайло Трайков    | 6-3 6-7 6-2 |
| 5. | 28 февраля 1999 | Загреб, Хорватия  | Хард       | Игорь Гауди       | 7-6 6-2     |
| 6. | 14 марта 1999   | Безансон, Франция | Хард (зал) | Лионель Ру        | 6-4 6-2     |
| 7. | 22 мая 2005     | Загреб, Хорватия  | Грунт      | Иво Минарж        | 6-4 6-2     |
| 8. | 17 февраля 2008 | Ист-Лондон, ЮАР   | Хард       | Штефан Коубек     | 7-6(2) 6-4  |

#### Поражения (3)
| №  | Дата           | Турнир            | Покрытие   | Соперник в финале   | Счёт           |
| 1. | 22 июня 1997   | Загреб, Хорватия  | Грунт      | Альберто Берасатеги | 1-6 2-6        |
| 2. | 24 мая 1998    | Сплит, Хорватия   | Грунт      | Борис Боргула       | 6-3 4-6 3-6    |
| 3. | 7 октября 2001 | Гренобль, Франция | Хард (зал) | Йохан Сеттергрен    | 7-5 6-7(4) 5-7 |

### Финалы турниров ATP в парном разряде (4)

#### Поражения (4)
| №  | Дата            | Турнир             | Покрытие    | Партнёр     | Соперники в финале               | Счёт              |
| 1. | 23 июля 2000    | Умаг, Хорватия     | Грунт       | Ловро Зовко | Алекс Лопес Морон Альберт Портас | 1-6 6-7(2)        |
| 2. | 12 ноября 2000  | Лион, Франция      | Ковёр (зал) | Джек Уэйт   | Сэндон Столл Паул Хархёйс        | 1-6 7-6(2) 6-7(7) |
| 3. | 22 июля 2001    | Умаг, Хорватия (2) | Грунт       | Ловро Зовко | Серхио Ройтман Андрес Шнейтер    | 2-6 5-7           |
| 4. | 17 октября 2004 | Мец, Франция       | Хард (зал)  | Урос Вико   | Арно Клеман Николя Маю           | 2-6 6-7(8)        |

### Финалы челленджеров и фьючерсов в парном разряде (9)

#### Победы (7)
| №  | Дата            | Турнир           | Покрытие | Партнёр      | Соперники в финале                       | Счёт        |
| 1. | 20 апреля 1997  | Ичичи, Хорватия  | Грунт    | Горан Оресич | Хуан Игнасио Карраско Маркос Рой Хирарди | 6-3 7-6     |
| 2. | 4 мая 1997      | Ичичи, Хорватия  | Грунт    | Горан Оресич | Хуан Игнасио Карраско Маркос Рой Хирарди | 6-2 7-6     |
| 3. | 25 мая 1997     | Сплит, Хорватия  | Грунт    | Горан Оресич | Яхья Думбия Дмитрий Томашевич            | 6-7 7-6 6-4 |
| 4. | 1 июня 1997     | Сплит, Хорватия  | Грунт    | Горан Оресич | Кресимир Ритц Юрек Стасяк                | 6-3 5-7 6-4 |
| 5. | 26 октября 1997 | Бриндизи, Италия | Грунт    | Горан Оресич | Сильвио Скайола Дмитрий Томашевич        | 6-4 6-3     |
| 6. | 2 ноября 1997   | Бриндизи, Италия | Грунт    | Горан Оресич | Андрей Рыбалко Пауль Хартвег             | 6-2 6-4     |
| 7. | 20 июня 1999    | Загреб, Хорватия | Грунт    | Ловро Зовко  | Жером Анке Режис Лавернь                 | 6-3 6-0     |

#### Поражения (2)
| №  | Дата           | Турнир               | Покрытие    | Партнёр        | Соперники в финале                | Счёт    |
| 1. | 3 мая 1998     | Фраскати, Италия     | Грунт       | Омар Кампорезе | Массимо Валери Джорджо Галимберти | 6-7 1-6 |
| 2. | 7 февраля 1999 | Лидс, Великобритания | Ковёр (зал) | Режис Лавернь  | Борут Урх Леош Фридль             | 6-7 5-7 |

### Финалы командных турниров (2)

#### Победы (2)
| №  | Год  | Турнир               | Команда                                      | Соперник в финале                                           | Счёт |
| 1. | 2005 | Кубок Дэвиса         | Хорватия М. Анчич, И. Любичич                | Словакия К. Кучера, М. Мертиняк, Д. Хрбаты                  | 3-2  |
| 2. | 2006 | Командный Кубок мира | Хорватия · М. Анчич, И. Карлович, И. Любичич | Германия · А. Васке, М. Кольманн, Н. Кифер, Ф. Кольшрайбер, | 2-1  |

## История выступлений на турнирах
| Турнир                       | 1997          | 1998          | 1999          | 2000          | 2001          | 2002          | 2003          | 2004          | 2005          | 2006          | 2007          | 2008          | 2009       | 2010       | 2011       | 2012       | Итог   | В/П за карьеру |
| ---------------------------- | ------------- | ------------- | ------------- | ------------- | ------------- | ------------- | ------------- | ------------- | ------------- | ------------- | ------------- | ------------- | ---------- | ---------- | ---------- | ---------- | ------ | -------------- |
| Турниры Большого шлема       |               |               |               |               |               |               |               |               |               |               |               |               |            |            |            |            |        |                |
| Открытый чемпионат Австралии | -             | К             | -             | 1Р            | 1Р            | 3Р            | 1Р            | 2Р            | 2Р            | 1/4           | 1Р            | 1Р            | 2Р         | 3Р         | 3Р         | 1Р         | 0 / 13 | 13-13          |
| Открытый чемпионат Франции   | -             | -             | К             | 1Р            | 1Р            | 1Р            | 3Р            | 2Р            | 1Р            | 1/2           | 3Р            | 4Р            | 1Р         | 3Р         | 4Р         | -          | 0 / 12 | 18-12          |
| Уимблдонский турнир          | -             | -             | -             | 1Р            | 1Р            | 2Р            | 2Р            | 1Р            | 1Р            | 3Р            | 3Р            | 1Р            | -          | 1Р         | 3Р         | -          | 0 / 11 | 8-11           |
| Открытый чемпионат США       | К             | -             | 2Р            | 1Р            | 2Р            | 2Р            | 2Р            | 1Р            | 3Р            | 1Р            | 3Р            | -             | 1Р         | 1Р         | 2Р         | -          | 0 / 12 | 9-12           |
| Итог                         | 0 / 0         | 0 / 0         | 0 / 1         | 0 / 4         | 0 / 4         | 0 / 4         | 0 / 4         | 0 / 4         | 0 / 4         | 0 / 4         | 0 / 4         | 0 / 3         | 0 / 3      | 0 / 4      | 0 / 4      | 0 / 1      | 0 / 48 |                |
| В/П в сезоне                 | 0-0           | 0-0           | 1-1           | 0-4           | 1-4           | 4-4           | 4-4           | 2-4           | 3-4           | 11-4          | 6-4           | 3-3           | 1-3        | 4-4        | 8-4        | 0-1        |        | 48-48          |
| Итоговые турниры             |               |               |               |               |               |               |               |               |               |               |               |               |            |            |            |            |        |                |
| Итоговый турнир ATP          | -             | -             | -             | -             | -             | -             | -             | -             | Группа        | Группа        | -             | -             | -          | -          | -          | -          | 0 / 2  | 2-4            |
| Олимпийские игры             |               |               |               |               |               |               |               |               |               |               |               |               |            |            |            |            |        |                |
| Олимпиада                    | Не проводился | Не проводился | Не проводился | 3Р            | Не проводился | Не проводился | Не проводился | 3Р            | Не проводился | Не проводился | Не проводился | -             | НП         | НП         | НП         | -          | 0 / 2  | 4-2            |
| Турниры Мастерс              |               |               |               |               |               |               |               |               |               |               |               |               |            |            |            |            |        |                |
| Индиан-Уэлс                  | -             | -             | -             | -             | К             | 1Р            | -             | 1Р            | 4Р            | 1/4           | 1/4           | 4Р            | 1/4        | П          | 2Р         | -          | 1 / 9  | 20-8           |
| Майами                       | -             | -             | -             | 1Р            | 1/4           | 2Р            | 1Р            | 3Р            | 4Р            | Ф             | 1/2           | 2Р            | 1Р         | 2Р         | 1Р         | -          | 0 / 12 | 17-12          |
| Монте-Карло                  | -             | К             | 3Р            | К             | 1Р            | 1Р            | 3Р            | 3Р            | 1Р            | 1/4           | 3Р            | 2Р            | 1/4        | 3Р         | 1/4        | 1Р         | 0 / 13 | 18-13          |
| Гамбург                      | -             | -             | -             | К             | К             | 1Р            | 1Р            | 1/2           | 2Р            | 2Р            | 3Р            | 2Р            | Не Мастерс | Не Мастерс | Не Мастерс | Не Мастерс | 0 / 7  | 8-7            |
| Штутгарт/Мадрид              | -             | -             | -             | К             | -             | 3Р            | 1Р            | 1/2           | Ф             | 2Р            | 2Р            | К             | 1/4        | -          | 1Р         | -          | 0 / 8  | 13-8           |
| Рим                          | -             | -             | -             | -             | 1Р            | 3Р            | 1/4           | 2Р            | 3Р            | 1Р            | 2Р            | 1Р            | -          | 3Р         | 2Р         | -          | 0 / 10 | 11-9           |
| Монреаль/Торонто             | -             | -             | -             | -             | 2Р            | 1Р            | 1Р            | 2Р            | 1Р            | 3Р            | 1Р            | -             | -          | -          | -          | -          | 0 / 7  | 4-7            |
| Цинциннати                   | -             | -             | 2Р            | -             | 1/4           | 2Р            | 2Р            | 2Р            | 1Р            | 1/4           | 2Р            | -             | 2Р         | 1Р         | -          | -          | 0 / 10 | 12-10          |
| Шанхай                       | Не проводился | Не проводился | Не проводился | Не проводился | Не проводился | Не проводился | Не проводился | Не проводился | Не проводился | Не проводился | Не проводился | Не проводился | 1/4        | 2Р         | 1Р         | -          | 0 / 3  | 4-3            |
| Париж                        | -             | -             | К             | -             | 2Р            | 2Р            | -             | 2Р            | Ф             | -             | 2Р            | 2Р            | 2Р         | 2Р         | -          | -          | 0 / 8  | 9-8            |
| Статистика за карьеру        |               |               |               |               |               |               |               |               |               |               |               |               |            |            |            |            |        |                |
| Проведено финалов            | 0             | 0             | 0             | 0             | 1             | 0             | 0             | 1             | 8             | 5             | 4             | 1             | 1          | 2          | 1          | 0          |        | 24             |
| Выиграно турниров            | 0             | 0             | 0             | 0             | 1             | 0             | 0             | 0             | 2             | 3             | 2             | 0             | 1          | 1          | 0          | 0          |        | 10             |
| В/П: всего                   | 1-4           | 2-3           | 11-14         | 23-22         | 29-22         | 29-29         | 29-25         | 37-24         | 57-24         | 61-20         | 44-23         | 19-18         | 32-23      | 26-19      | 25-19      | 3-6        |        | 429-296        |
| Σ % побед                    | 20 %          | 40 %          | 44 %          | 51 %          | 57 %          | 50 %          | 54 %          | 61 %          | 70 %          | 75 %          | 66 %          | 51 %          | 58 %       | 58 %       | 57 %       | 33 %       |        | 59 %           |